# 西アジア・中東史
西アジア・中東史（にしアジア・ちゅうとうし）では、農耕と牧畜に基づく定住社会をもたらした新石器革命に始まり、メソポタミア文明などの古代文明の展開、中世におけるイスラームの誕生と世界的拡大を経てに現代に至るまでの西アジア・中近東の歴史を述べる。

## 概要
西アジアの古代史で主役を演じてきたのはメソポタミア、レバント、アナトリア半島、イラン高原の各地域であり、ユーラシア大陸西部での農耕牧畜の基盤となった麦類（コムギ、オオムギ、ライムギ、エンバク）やそれに随伴する豆類（エンドウ、ソラマメ、レンズマメ、ヒヨコマメ）、主要な家畜（ヤギ、ヒツジ、ウシ、ブタ）の栽培化・家畜化が行われたのはこれらの地域であった。新石器時代以降定住と農耕・牧畜の普及とともに都市的共同体が広く展開し、特に世界四大文明の一つに数えられるメソポタミア文明においてはシュメール人やアッカド人によるウル、ウルク、キシュ、バビロンなどの都市国家が発展した。大量生産されていた穀物以外の産品に乏しいメソポタミアの低地地帯に金属などの鉱物資源を供給していたイラン高原やアナトリア半島の高地でも都市文明が展開し、やがてアナトリア半島ではヒッタイトが、メソポタミアの低地とイラン高原を媒介する位置でエラムが台頭することとなった。レバノンスギを産したレバントではエブラやウガリットといった都市国家が繁栄したが、政治的には北アフリカのエジプトの強い影響下に置かれた。
都市国家群とそれに付随する農村地帯の間隙では、ヒツジやヤギの群を都市的共同体の住人から預かって自前の家畜群と共にステップ地帯で放牧するセム系のアムル人などの遊牧民が牧畜業者や交易商人、さらには軍人として活躍し、彼らは都市社会の内部にも浸透して複合的な社会を形成した。また、遊牧民は酸乳やチーズといった乳製品加工の技術を発展させて元本たる家畜に手を付けずに家畜に依存して食生活を成立させる生活様式を生み出した。複数の都市的共同体から同時に家畜群の寄託を受けて定住民の目の届かぬシリア砂漠などの遠方の荒れ野で放牧を行う遊牧民との利害交渉は契約の概念を生み出した。メソポタミアの都市国家群稠密地域は最初は下流部のシュメールと上流部のアッカドの名で呼ばれていたが、アムル人の軍人や王族の都市社会への浸透とともに王権の所在地であるバビロンに由来するバビロニアの名で呼ばれるようになり、さらに上流域で発展したアッシリアと対置されるようになる。
こうした都市国家群は楔形文字と粘土板文書による記録制度を整え、国家祭祀の場としてジッグラトを建造するなど、新石器時代と青銅器時代を通じて卓越して洗練された文明を誇った。やがて前1200年のカタストロフと呼ばれる混乱が西アジアを覆い、この混乱が鎮まった後に鉄器時代の社会が展開する。この時代になると都市国家や単にそれらの連合体としての枠組みを超えた広域を安定統治する世界帝国が登場する。このタイプの帝国は新アッシリア帝国に始まり、新バビロニアに受け継がれ、さらに前10世紀に中央アジアや北アジアで成立した中央ユーラシア型の騎馬遊牧民の国政的軍事制度的要素を取り込んだアケメネス朝ペルシャに至って国家体制上の一つの完成形をみた。
この西アジアの鉄器時代社会で広域の交易商人として活躍したのがレバントを本拠地にヒトコブラクダの隊商を組織したアラム人で、アラム語が古典的なアッカド語と並んで国際共通語としての地位を獲得した。西アジアの諸国家では粘土板に楔形文字でアッカド語を記す書記とともに羊皮紙にアラム文字でアラム語を記す書記が台頭した。アラム文字は西アジアから中央アジアにまで広まり、後世西アジア、中央アジア、南アジアで採用されることになる文字の多くがアラム文字に由来する文字体系となる。
陸の交易を支配したアラム人に対して地中海の海上交易を支配したのがレバントのカナン地方の沿岸部にシドン、ティルス、ビブロスなどの都市国家群を展開したフェニキア人であった。フェニキア人は本拠地の沿岸で得られる貝の分泌物を用いた貝紫染色の技術やレバント特産のレバノンスギの高級木材の交易を独占し、また地中海全域で高い価値を持つ奢侈品、威信財を手広く交易して巨富を築いた。フェニキア人の用いた文字体系は後発で地中海貿易に参入したギリシア人に採用され、さらにイタリア半島のエトルリア人を経てローマ人に採用されることで後のヨーロッパ諸国のギリシア文字系やラテン文字系の諸々の文字体系の祖となっていく。
もうひとつ、レバントの鉄器時代の開幕と共に台頭した重要な勢力に一神教のヤハウェ信仰を掲げて結集したヘブライ人の諸部族連合体がある。彼らは前1200年のカタストロフの時代に西アジアを席巻した「海の民」と称せられる武装難民の一派としてミケーネ文明の故地エーゲ海を出てレバントに定着したペリシテ人の都市国家群と地域の覇権を競いつつ、ダビデ王家のもとに結集してイスラエル王国を築いたが、やがてダビデ王家の権威のもとにユダ族とベニヤミン族主体で結集した南のユダ王国とダビデ王家を排除した北のイスラエル王国に分裂した。イスラエル王国はアッシリアの軍事制圧を受けて遺民はサマリア人の、ユダ王国は新バビロニアの軍事制圧を受けて遺民はユダヤ人の原型となっていき、後者の中からユダヤ教が成立して後世のキリスト教やイスラム教といった世界宗教となる一神教の原型となる。
メソポタミア、レバント、アナトリア半島、イラン高原と古代文明の栄えた西アジア諸地域を統合したアケメネス朝は、長い繁栄を謳歌した後に辺境から勃興してギリシア世界を軍事的に統合したマケドニアのアレクサンドロス3世の軍勢に滅ぼされた。アレクサンドロスの帝国はほぼアケメネス朝の版図と制度を踏襲したものであったが、彼が早世すると後継者（ディアドコイ）の紛争を経て分割され、その西アジア部分を継承したのがセレウコス朝であった。セレウコス朝のイラン高原およびメソポタミアの部分からは中央アジアからコペトダグ山脈を越えて侵入したイラン系遊牧国家の色彩の濃いアルサケス朝パルティア (前247? - 226)が自立し、さらにこれをサーサーン朝 (226? - 651) が継承することとなる。その一方で東地中海地域のレバントとアナトリア半島は西地中海地域から勃興したローマ帝国に取り込まれていく。
メソポタミアを境に西のローマ帝国と東のアルサケス朝、サーサーン朝が対峙する時代続いた後、ムハンマドがジブリールよりアッラーの啓示を受けイスラム教を開くと、正統カリフ時代 (632 - 661) 、ウマイヤ朝 (661 - 750) 、アッバース朝 (750 - 1258) と変遷の間に周辺地域を次々と征服していき、イスラム教系の王朝は西はイベリア半島、東はインダス川、南はエジプト、北は小アジアをその領土とし、暗黒の中世を送ったヨーロッパとは対照的に非常に優れた文明を誇った。10世紀にブワイフ朝、11世紀に、セルジューク朝がバグダードへ入城した。イラン東部とアフガニスタン、いわゆる歴史上のホラーサーン地方では、11世紀にガズナ朝、12世紀にホラズム・シャー朝とゴール朝が繁栄した。
その後モンゴル帝国の台頭とともに、ホラズム・シャー朝は滅ぼされ、大半はイル・ハン国の領土となる。
イル・ハン国滅亡後、ティムール帝国が西アジアのほぼ全域を支配した。小アジア半島に建国したオスマン帝国 (1299 - 1922) は1402年のアンカラの戦いで一時ティムールに敗れるが、やがて勢力を回復。1453年にコンスタンティノープルは陥落し、東ローマ帝国は滅亡、一気にバルカン半島、エジプトを征服し、東地中海を内海とする大帝国が完成した。
一方、シーア派系の神秘主義教団の指導者であったイスマーイール1世は、白羊朝を倒して1502年にサファヴィー朝を建国した。サーサーン朝以来900年ぶりのイラン人による民族王朝とされる（ただし異論もある）。一時火器を巧みに使うオスマン帝国との戦い (チャルディラーンの戦い）に敗れるものの、16世紀末に即位した英主アッバース1世のもとで軍制を改革するとともに貿易によって首都イスファハーンは世界の半分といわれるほどの繁栄を誇った。サファヴィー朝の衰退後はアフシャール朝、カージャール朝と続くが、欧米諸国とロシアによって半植民地化されていく。
オスマン帝国は、第一次世界大戦の敗戦により、戦勝国であるイギリスとフランスにより解体された。トルコの敗戦に際してはアラブ民族の反乱の力も大きかったが、英仏など列強はアラブ民族の民族自決を認めず、中東一帯はヨーロッパ諸国の植民地とされた。敗戦で多くの領土を失ったトルコは近代化を掲げてケマル・アタテュルクらが小アジアで革命を起こし、トルコ共和国となった。
しかし、イギリスとフランスは第二次世界大戦で戦勝国になったものの、ナチス・ドイツに圧迫されたツケは大きく、終にはアメリカ合衆国に覇権を奪われて現在に至る。同様に、植民地化された地域も1945年以後（第二次世界大戦後）に次々と独立、ほぼ現在ある国々となった。

## 1945年以後
1945年から現在に至るまでの中東の特徴は、アメリカ合衆国との対外関係が物を言う時代である。
1945年9月2日に第二次世界大戦が終結すると、疲弊したイギリスとフランスは植民地を続々と手放し、アメリカ合衆国率いる冷戦の反共主義陣営に加わった。そして、冷戦時代の中東は、アメリカとの対外関係を重視すると同時に、ソビエト連邦から兵器の援助を受けるなど、米ソの「緩衝地帯」となった。この冷戦初期に樹立された親米国家がイスラエルであり、冷戦時代には「イスラム教諸国vsイスラエル」の構図で四度に亘る中東戦争が勃発した。
そして、1989年12月3日のマルタ会談で冷戦が終わると、中東は、アメリカによる一極体制と対峙する地域になった。1990年8月2日から1991年2月末日まで続いた湾岸戦争では、中東は「イラクvsイラク以外」の構図に分かれた。
2001年9月11日のアメリカ同時多発テロに端を発して対テロ戦争が起こり、同時多発テロから1年半後の2003年3月20日にはイラク戦争が勃発した。しかし、同時多発テロによってアメリカ国内でイスラム教への敵意が膨れ上がったことから、単純な「イラクvsイラク以外」の構図にはならなかった。
リーマン・クライシスに端を発した2008年の世界金融危機により、アメリカによる一極体制は崩壊し、世界は多極体制に回帰して、アメリカ政府による中東への締め付けは緩くなった。この最中で起こった出来事が、2011年のアラブ民主化革命である。